# فيات إم13\40
فيات إم13\40 (بالإيطالية: M13/40)‏ دبابة قتال متوسطة إيطالية من إنتاج شركة فيات، دخلت الأنتاج بداية عام 1940 حتى عام 1943، جاء تصميم دبابة إم13\40 تطويرا فيات إم11\39، وقد تم تخفيض كمية إنتاج دبابات إم11\39 من اجل إدخال دبابة إم13\40 في الإنتاج، على الرغم من انها دبابة متوسطة الحجم الأ انها اقرب للدبابة الخفيفة من ناحية الدروع والقوة النارية. جاء الاسم إم13\40 من حرف "M" اختصار كلمة Medio الإيطالية التي تعني «متوسطة» أما رقم 13 فيأتي من وزن الدبابة التصميمي المحدد بثلاثة عشر طنا في حين يرمز رقم "40" إلى عام الصنع وهو .1940 وتم استدخدامها في الحرب العالمية الثانية 

## المواصفات
دروع الإم13 صنعت من الصلب وتتوزع على النحو التالي: 30 ملم في المقدمة (مثل إم11\39)، 42 ملم في مقدمة البرج (30 ملم للإم11)، 25 ملم على الجانبين (15 ملم للإم11)، سماكة اسفل الدبابة 6 ملم فقط مما جعلها عرضة للألغام، 15 ملم في أعلى البرج، مقصورة الدبابة تستوعب 4 اشخاص: السائق ومشغل الراديو في مقدمة الدبابة، والمدفعي والقائد في البرج، محرك الدبابة هو فيات ذو 8 - اسطوانات (ديزل) بقوة 125 حصان، وكان محرك الديزل شيء جديد في ذلك الوقت مع انخفاض تكلفته وزيادة مداه.

## الأستعمال
إم13\40 استخدمت في الحملة الأيطالية على اليونان في عام 1940 واستخدمت في شمال أفريقيا في عام 1941، ولكن لم تستخدم في الجبهة الشرقية وكانت القوات الأيطالية في الجبهة الشرقية تستخدم الدبابة الخفيفه فيات ل6\40

### المواجهة الأولى
تم تسليم أول 700 دبابة فيات إم13\40 في عام 1940 ثم تبعها معدل إنتاج من 60-70 دبابة في الشهر، تم ارسالها لمقاتلة البريطانيين في شمال أفريقيا.

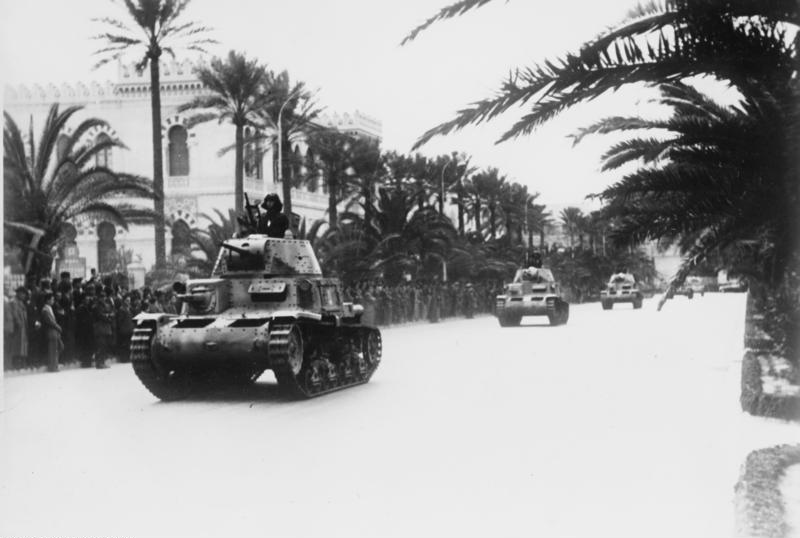
دبابات فيات م13\40 في شوارع طرابلس، ليبيا.